# Theonoe major
Espèce
Theonoe major est une espèce d'araignées aranéomorphes de la famille des Theridiidae.

## Distribution
Cette espèce est endémique de l'île de Minorque aux Îles Baléares en Espagne,.

## Publication originale
- Denis, 1961 : Quelques araignées de Minorque. Archives de Zoologie Expérimentale et Générale, vol. 99, p. 235-243.